# Denton (Maryland)
Denton è un comune degli Stati Uniti d'America, situato nello stato del Maryland, nella contea di Caroline, della quale è il capoluogo.